# Jimmy Jam et Terry Lewis
 (août 2020).
Si vous disposez d'ouvrages ou d'articles de référence ou si vous connaissez des sites web de qualité traitant du thème abordé ici, merci de compléter l'article en donnant les références utiles à sa vérifiabilité et en les liant à la section « Notes et références ».
Jimmy Jam et Terry Lewis est un duo américain, originaire de Minneapolis, de réalisateurs artistiques, producteurs et musiciens de R&B, pop et funk.

## Biographie
Jimmy Jam (James Samuel Harris III) et Terry Steven Lewis sont nés respectivement le 6 juin 1959 et le 24 novembre 1956 à Minneapolis dans le Minnesota. Ils ont commencé leur carrière au milieu des années 1970 comme musiciens dans l'orchestre local Flyte Time.
En 1981, sous l'impulsion de Prince, Flyte Tyme devient The Time, en intégrant le chanteur Morris Day et le guitariste Jesse Johnson. Ils ne participent pas aux trois premiers albums, entièrement conçus par Morris Day et Prince, mais se produisent en concert en première partie de ce dernier.
À partir de 1982, ils évoluent comme producteurs pour The SOS Band, Change, Klimaxx et beaucoup d'autres. En 1985, ils produisent et composent, avec également les titres écrits par Monte Moir (en), le premier album (en) de Alexander O'Neal qui deviendra disque d'or en Angleterre, no 21 au Top R&B/Hip-Hop Albums.
Dans les années 1990, ils multiplieront les succès avec des productions pour Michael Jackson, Boyz II Men, The Human League, Mary J. Blige ou Mariah Carey, puis durant la décennie 2000 avec Usher, Chaka Khan ou Johnny Gill.

## Discographie

### Albums avecThe Time
- 1990 : Pandemonium
- 2011 : Condensate (sous l'appellation The Original 7ven)

### Albums composés etréalisés
- 1983 : The SOS Band - On The Rise
- 1984 : Change - Change of Heart
- 1986 : Janet Jackson - Control
- 1988 : New Edition - Heart Break
- 1989 : Janet Jackson - Rhythm Nation 1814
- 1993 : Janet Jackson - Janet.
- 1997 : Janet Jackson - The Velvet Rope
- 2001 : Janet Jackson - All for You
- 2004 : Janet Jackson - Damita Jo
- 2006 : Janet Jackson - 20 Y.O.
- 2005 : Chaka Khan - Funk This
- 2015 : Janet Jackson-Unbreakable

### Collaborations majeures
- 1986 : The Human League - Crash
- 1994 : Boys II Men - II
- 1995 : Michael Jackson - HIStory
- 1997 : Mary J. Blige - Share My World
- 1997 : Boys II Men - Evolution
- 1999 : Yolanda Adams - Mountain High... Valley Low
- 1997 : Mary J. Blige - Mary
- 1999 : Mariah Carey - Rainbow
- 2001 : Yolanda Adams - The Experience
- 2001 : Hikaru Utada - Distance
- 2001 : Usher - 8701
- 2004 : Usher - "Confessions"
- 2005 : Mary J. Blige - The Breakthrough
- 2006 : Jessica Simpson - A Public Affair
- 2009 : Ruben Studdard - Love Is
- 2011 : Johnny Gill - Still Winning

### Chansons composées etréalisées

#### Années 1980
- 1981 : Bad Times (I Can't Stand It) - Captain Rapp
- 1982 : Wild Girls - Klymaxx
- 1982 : Heartbreaker - Klymaxx
- 1983 : Just Be Good to Me - The SOS Band
- 1983 : Tell Me If You Still Care - The SOS Band
- 1984 : Just the Way You Like It - The SOS Band
- 1984 : Encore - Cheryl lynn
- 1984 : You Used to Hold Me So Tight - Thelma Houston
- 1984 : Fragile - Cherrelle
- 1984 : Weekend Girl - The SOS band
- 1984 : I Didn't Mean to Turn You On - Cherrelle
- 1985 : Saturday Love Cherrelle and Alexander o'Neal
- 1985 : What's Missing - Alexander O'Neal
- 1986 : What Have You Done for Me Lately - Janet Jackson
- 1986 : Tender Love - Force MD's
- 1986 : Fake - Alexander O'Neal
- 1986 : Nasty - Janet Jackson
- 1986 : When I Think of You - Janet Jackson
- 1986 : The Finest - The SOS Band et Alexander O'Neal
- 1986 : Human - The Human League
- 1986 : Control - Janet Jackson
- 1986 : You Can Be Mine - Janet Jackson
- 1986 : He Doesn't Know I'm Alive - Janet Jackson
- 1986 : Funny How Time Flies (When You're Having Fun) - Janet Jackson
- 1986 : Let's Wait Awhile - Janet Jackson
- 1988 : If it Isn't Love - New Edition
- 1988 : Can You Stand the Rain - New Edition
- 1989 : Miss You Much - Janet Jackson
- 1989 : Rhythm Nation - Janet Jackson
- 1989 : Escapade - Janet Jackson
- 1989 : State of the World - Janet Jackson
- 1989 : The Knowledge - Janet Jackson
- 1989 : Love Will Never Do (Without You) - Janet Jackson
- 1989 : Alright - Janet Jackson
- 1989 : Come Back to Me - Janet Jackson
- 1989 : Lonely - Janet Jackson
- 1989 : Someday Is Tonight - Janet Jackson
- 1989 : Living in a World (They Didn't Make) - Janet Jackson

#### Années 1990
- 1991 : Optimistic - Sounds of Blackness
- 1991 : The Pressure, Pt. 1 - Sounds of Blackness
- 1991 : Testify - Sounds of Blackness
- 1993 : That's the Way Love Goes - Janet Jackson
- 1993 : Again - Janet Jackson
- 1993 : You Want This - Janet Jackson
- 1993 : If - Janet Jackson
- 1993 : This Time - Janet Jackson
- 1993 : Throb - Janet Jackson
- 1993 : Funky Big Band - Janet Jackson
- 1993 : New Agenda - Janet Jackson
- 1993 : Because of Love - Janet Jackson
- 1993 : Where Are You Now - Janet Jackson
- 1993 : The Body That Loves You - Janet Jackson
- 1993 : Anytime, Anyplace - Janet Jackson
- 1993 : Whoops Now - Janet Jackson
- 1993 : And On and On - Janet Jackson
- 1994 : On Bended Knee - Boyz II Men
- 1994 : I'm Going All the Way - Sounds of Blackness
- 1994 : I Believe - Sounds of Blackness
- 1995 : Scream - Michael and Janet Jackson
- 1995 : Runaway - Janet Jackson
- 1996 : Say...If You Feel Alright - Crystal Waters
- 1997 : HIStory - Michael Jackson
- 1997 : 4 Seasons of Loneliness - Boyz II Men
- 1998 : I Get Lonely - Janet Jackson
- 1998 : Go Deep - Janet Jackson
- 1999 : Open My Heart - Yolanda Adams
- 1999 : Wherever You Are - Yolanda Adams
- 1999 : Already Alright - Yolanda Adams
- 1999 : I'm Good at Being Bad - TLC
- 1999 : Give it to You - Jordan Knight
- 1999 : Thank God I Found You - Mariah Carey
- 1999 : Addicted to You - Utada Hikaru

#### Années 2000
- 2000 : Wait & See ~Risk~ - Utada Hikaru
- 2000 : Can't Take That Away (Mariah's Theme) - Mariah Carey
- 2000 : Who's Your Woman - Cleopatra
- 2000 : Doesn't Really Matter - Janet Jackson
- 2000 : Free - Mya
- 2001 : Never Give Up - Yolanda Adams
- 2001 : I'm Gonna Be Ready - Yolanda Adams
- 2001 : I'm Thankful - Yolanda Adams
- 2001 : All for You - Janet Jackson
- 2001 : Someone to Call My Lover - Janet Jackson
- 2001 : U Remind Me - Usher
- 2001 : Can U Help Me - Usher
- 2001 : No More Drama - Mary J. Blige
- 2002 : Here I Am - Bryan Adams
- 2002 : Through the Rain - Mariah Carey
- 2002 : Yours - Mariah Carey
- 2004 : Harajuku Girls - Gwen Stefani
- 2004 : Soakin' Wet - Zoey
- 2004 : Bad Girl - Usher
- 2004 : Truth Hurts - Usher
- 2004 : Simple Things - Usher
- 2005 : Be Blessed - Yolanda Adams
- 2005 : Lift Him Up - Yolanda Adams
- 2005  : Alwaysness - Yolanda Adams
- 2005 : These Boots Are Made for Walkin' - Jessica Simpson
- 2006 : Kirakuni / Together - Crystal Kay
- 2006 : Walkin Round in a Circle - Jessica Simpson
- 2006 : Push Your Tush - Jessica Simpson
- 2006 : Back To You - Jessica Simpson
- 2006 : Call on Me - Janet Jackson et Nelly
- 2006 : So Excited - Janet Jackson et Khia
- 2006 : With U - Janet Jackson
- 2006 : Enjoy - Janet Jackson
- 2006 : Still In Love - Mary J Blige
- 2006 : Only Wanna Be Your Lover - Janet Jackson